# گرینفیلد، شهرستان کرن، کالیفرنیا
گرینفیلد (به انگلیسی: Greenfield) یک منطقهٔ مسکونی در ایالات متحده آمریکا است که در شهرستان کرن، کالیفرنیا واقع شده‌است. گرینفیلد ۳٫۸۵۵ کیلومتر مربع مساحت و ۳٬۹۹۱ نفر جمعیت دارد و ۱۰۷ متر بالاتر از سطح دریا واقع شده‌است.